# ビジネスヘッドライン
『ビジネスヘッドライン』（Business Headline）は、日経CNBCで毎週月曜から金曜日（市場休場日除く）に放送されている経済ニュース番組。1日7回定時に放送するニュース速報で、現在、9時から16時30分までの間に随時放送されている。

## 番組内容
主に、スポットニュースとマーケット情報により構成されている。重要経済ニュースや企業ニュースのほかに、マーケットに影響を与える幅広い情報を速報。スポットニュース・日本経済新聞紙面紹介・マーケット情報などがある。

## 放送時間
基本的に月曜日 - 金曜日に放送。他番組に内包されているものについては、時間が多少前後する場合がある。特記がないものは単独番組で放送
- 9:00 - 9:05（「朝エクスプレス」内）
2012年9月までは、東証寄り付きの模様を放送した後の放送だったため、実際には5 - 10分ほど遅れて放送されていた。
- 10:40 - 10:45
- 11:35 - 11:39
- 12:55 - 13:00
- 14:00 - 14:05
- 15:18 - 15:24
こちらも2012年9月までは東証大引けの模様を放送した後の放送だったため、実際には数分遅れて放送された。
- 16:30 - 16:35

## キャスター
- 改野由佳
- 河野恵

曜日・時間帯によるローテーション出演
2012年度末まではビジネスヘッドラインの名義ではなかった16:30-16:35と17:40-17:45の時間帯のニュースを担当するキャスターもいた。